# Хобрехт, Джеймс
Джеймс Фридрих Лудольф Хобрехт (нем. James Friedrich Ludolf Hobrecht; 31 декабря 1825, Мемель — 8 сентября 1902, Берлин) — германский инженер-градостроитель.

## Биография
Джеймс Хобрехт родился 31 декабря 1825 года в Мемеле. Получил высшее образование в Архитектурной академии, затем работал на строительстве железных дорог; в 1856—1861 годах разработал план по застройке Берлина и его окрестностей, получивший его имя.
В 1862—1869 годах на должности члена городского совета по строительству Штеттина спроектировал первое в городе гидротехническое сооружение и разработал проект городской канализационной системы, который был реализован в последней четверти XIX века. Хобрехт был также автором концепции застройки центральных улиц города Штеттина.
В 1875—1894 годах осуществлял проектирование и строительство канализации в Берлине, в 1887 году работал в Японии, готовя проекты систем водоснабжения и канализации для Токио, в 1892 и 1893 годах занимался тем же в Каире и Александрии.
Написал несколько научных работ по строительству, в том числе: «Beiträge zur Beurteilung des gegenwärtigen Standes der Kanalisations und Berieselungsfrage» (1883), «Die Kanalisation von Berlin» (2-е издание, 1887) и так далее.
Джеймс Фридрих Лудольф Хобрехт умер 8 сентября 1902 года в городе Берлине.